# Fakultät für Chemie und Pharmazie Tübingen

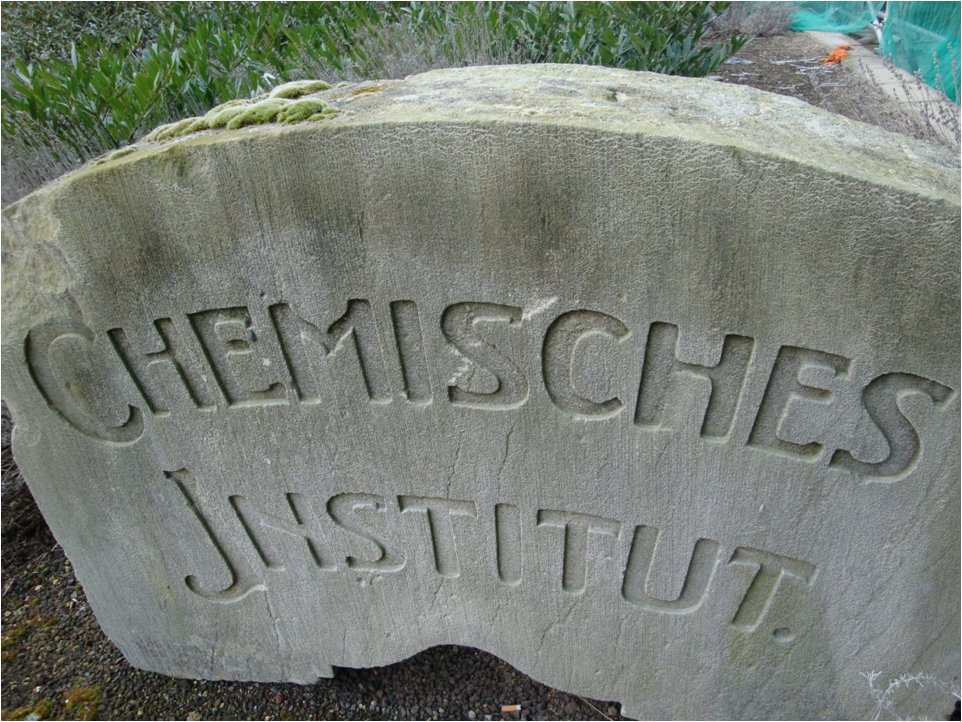
Historischer Türstein über Eingangsportal zum alten Chemischen Institut

Die ehemalige Fakultät für Chemie und Pharmazie an der Universität Tübingen entstand aus der Mathematisch-naturwissenschaftlichen Fakultät, die 1863 als eigenständige Naturwissenschaftliche Fakultät gegründet wurde. 1969 wurde diese Fakultät in Fachbereiche aufgeteilt. Im Fachbereich Chemie war die Biochemie als Teilbereich integriert. Später entstand aus dem Fachbereich Chemie zusammen mit der Pharmazie die Fakultät. Entsprechend bestand die Fakultät aus drei Teilbereichen: Biochemie, Chemie und Pharmazie.  Am 1. Oktober 2010 ist die Fakultät in der neugegründeten Mathematisch-Naturwissenschaftlichen Fakultät aufgegangen.

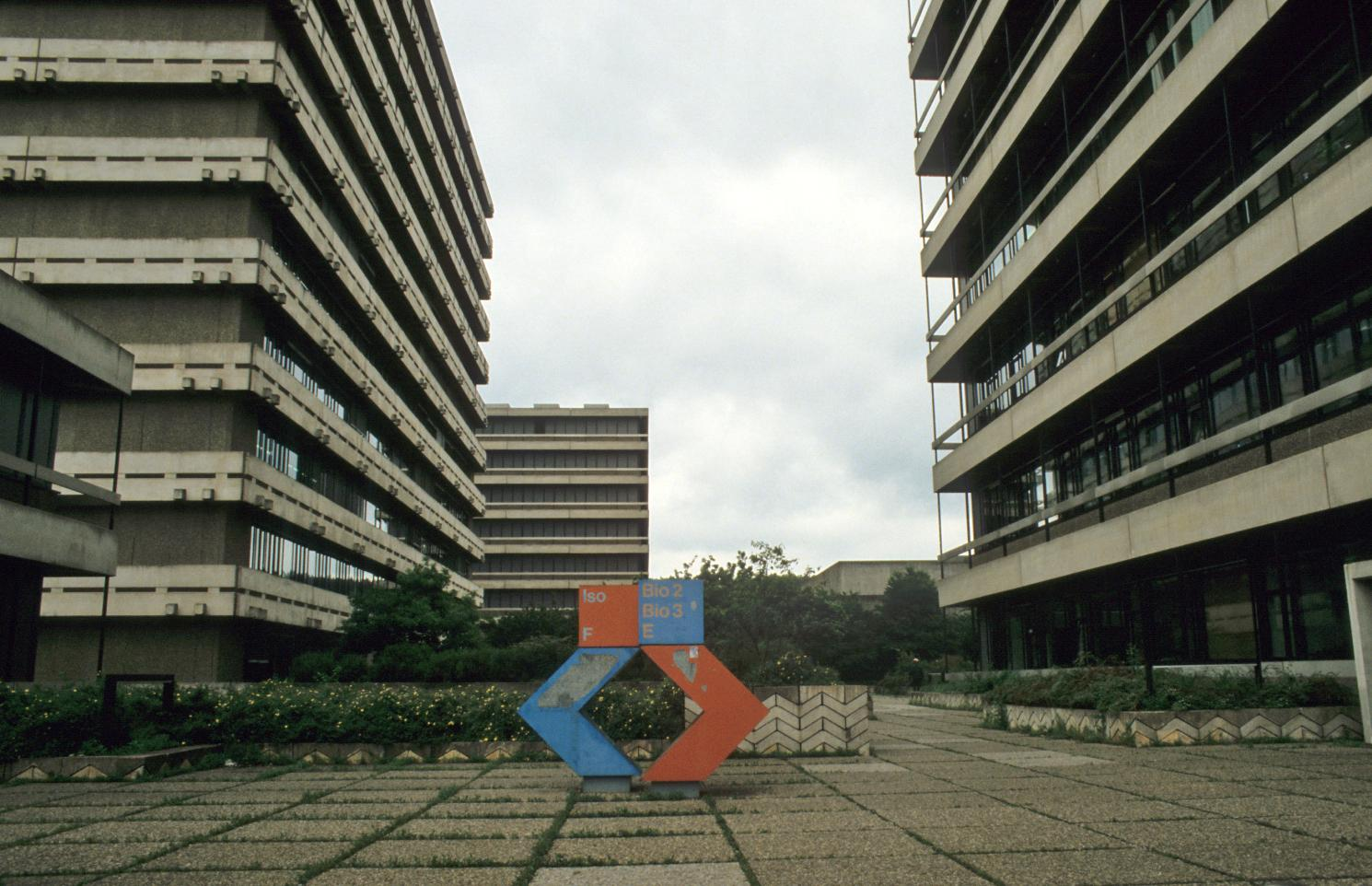
Ansicht der Morgenstelle, vorne links die Chemie, hinten links Physikalische Chemie/Pharmazie 1986

## Geschichte

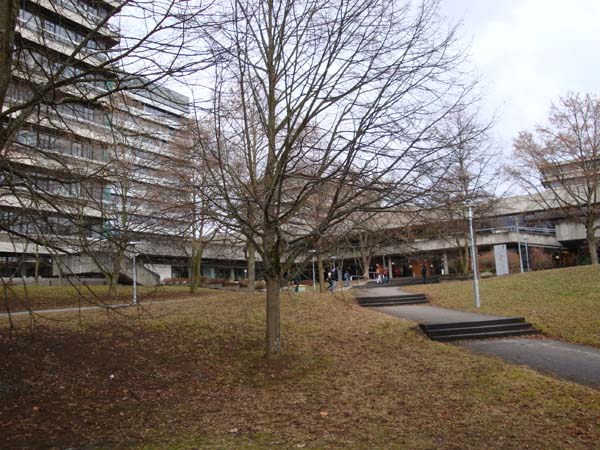
Hörsaalzentrum auf der Morgenstelle mit Chemischem Institut

Ein erstes Labor war schon in der Mitte des 18. Jahrhunderts im Schloss Hohentübingen eingerichtet worden. Es existierte von 1753 bis 1863 in der ehemaligen Schlossküche.  Später gab es  erneuerte Labors auf dem Schloss. 1907 wurden die neuen Chemischen Institute in der Wilhelmstraße 31–33 eröffnet. Daneben entstand das Gebäude, in dem das Pharmazeutische Institut untergebracht war.

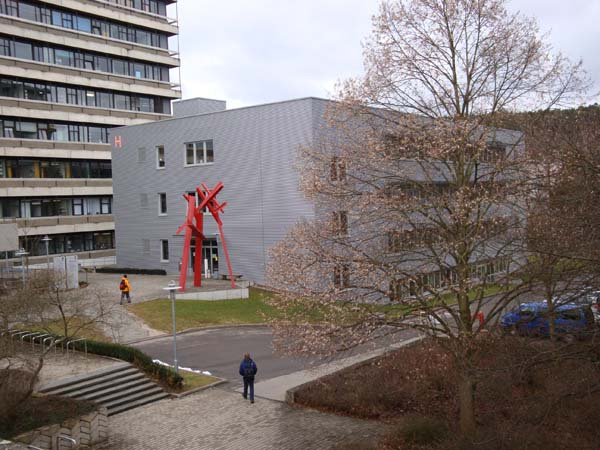
Erweiterungsbau des Chemischen Institutes mit Praktikumsräumen

1972 zogen die Chemischen Institute in den neuen Campus auf den Berg, auf die Morgenstelle. Dabei wurden Biochemie, Chemie und Pharmazie zur neuen Fakultät 14 zusammengeschlossen. Anorganische und Organische Chemie besiedelten das 13-stöckige A-Gebäude, Pharmazie und Physikalische Chemie waren im 10-geschossigen B-Bau zu finden.
2002 wurde geplant, das Chemische Institut aus feuerpolizeilichen Gründen zu sanieren. Um den Betrieb weiterführen zu können, wurde für die Praktika ein Erweiterungsbau geschaffen.
2008 war das Chemische Institut teilsaniert und die ersten Arbeitsgruppen sind inzwischen wieder in den A-Bau eingezogen. Diese Sanierung soll Ende 2009 beendet sein. Dann sind im A-Bau die drei Institute Anorganische, Organische und Physikalische Chemie seit ca. 50 Jahren erstmals wieder in einem Gebäude vereint.
Die Biochemie will 2009 den Bachelor-Studiengang einführen.
In der Chemie soll neben dem bisherigen schon modularen Diplomstudiengang und einem Lehramtsstudium noch ab Wintersemester 2009/2010 ein Bachelor/Master-Studiengang eingeführt werden. Die Pharmazie weist in Tübingen die Besonderheit auf, neben dem Staatsexamen auch einen Masterstudiengang anzubieten.

## Die Teilbereiche der Fakultät

### Biochemie

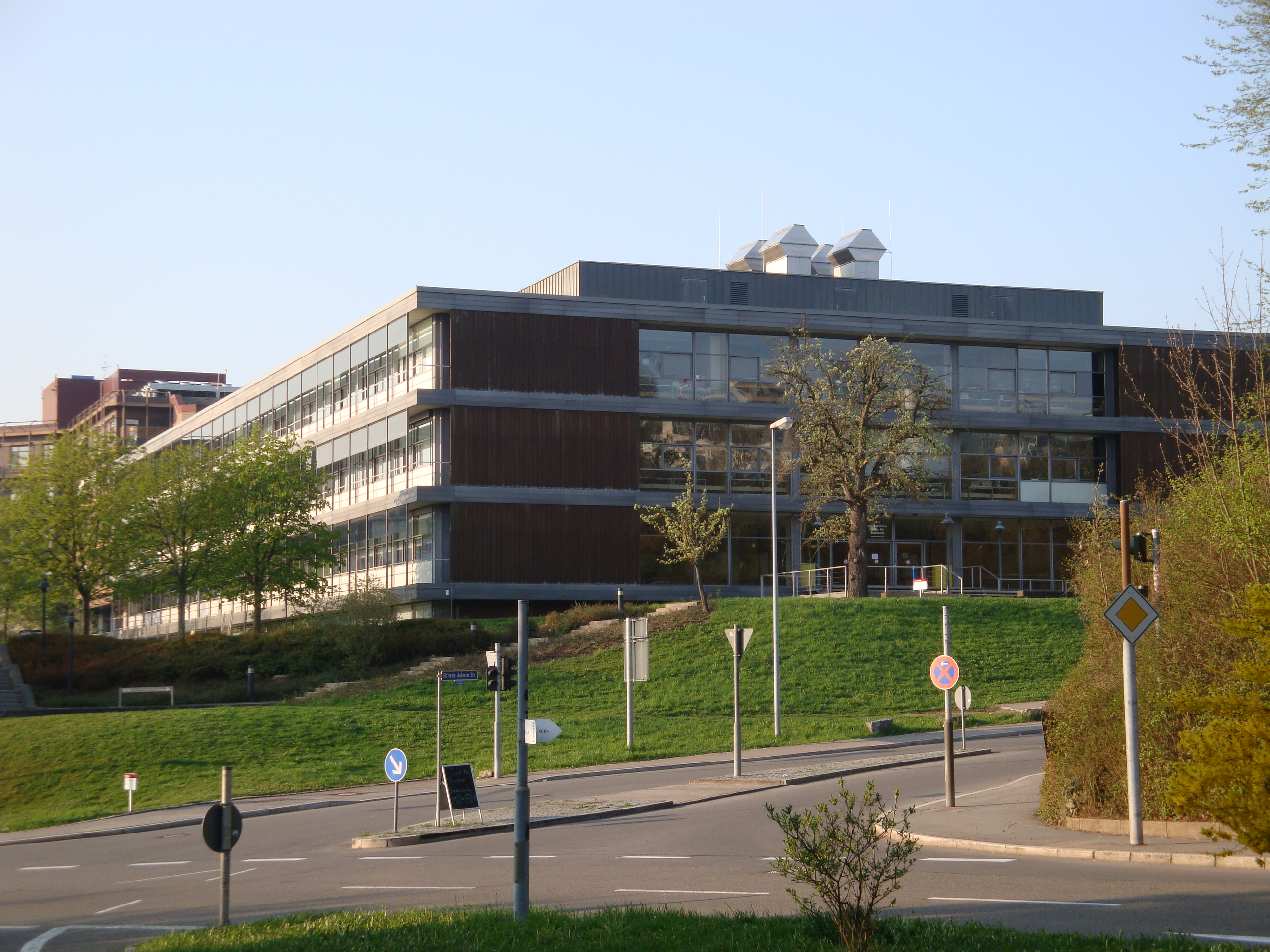
Interfakultäres Institut für Biochemie

#### Geschichte
Günther Weitzel ((1915–1984), in Tübingen seit 1957) begründete in Tübingen einen ersten neuen Studiengang Biochemie, der damals einmalig in Deutschland war. Dieser begann 1962 und startete im Neubau des Physiologisch-chemischen Instituts auf dem Schnarrenberg (1959–1965).
Das Interfakultäre Institut für Biochemie (IFIB) – bisher physiologisch-chemisches Institut (PCI) – gehört seit 2004 sowohl zur Fakultät für Chemie und Pharmazie als auch zur Medizinischen Fakultät.

#### Zentrumsstruktur
Der Teilbereich Biochemie besteht aus diesem Institut und dem ZMBP – Zentrum für Molekularbiologie der Pflanzen.
- Interfakultäres Institut für Biochemie
  - Direktor: Thilo Stehle
  - Stellvertretende Direktorin: Gabriele Dodt
  - Technischer Leiter: Klaus Möschel

Mit den Bereichen:
- - Biochemie I
  - Biochemie II
  - Biochemie III
  - Abteilung für Zellbiochemie
  - Abteilung für Signaltransduktion – transgene Modelle
  - Abteilung für Proteinbiochemie

- Zentrum für Molekularbiologie der Pflanzen

### Chemie

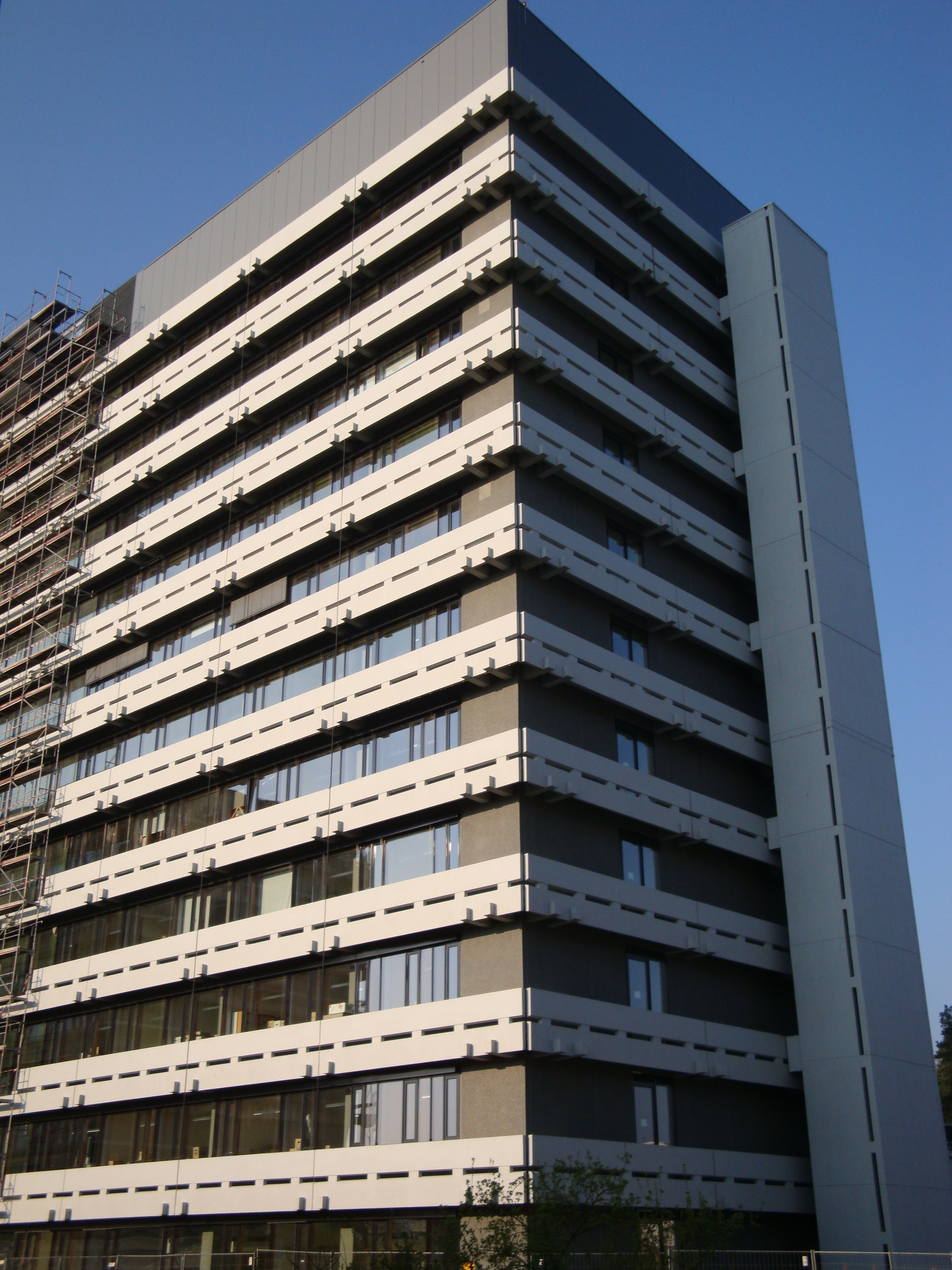
Chemische Institute auf der Morgenstelle

Die Besonderheit der Tübinger Chemie stellt die Einrichtung eines Zentralinstitutes dar, das für Verwaltung, die Werkstätten, die Vorlesungsvorbereitung und das Chemikalienlager verwaltungstechnisch zuständig ist und in dem auch die analytischen Großgeräte organisatorisch untergebracht sind.

#### Chemisches Zentralinstitut
- Direktor: Ulrich Nagel
- Stellvertretender Direktor: Thomas Ziegler

Mit folgenden Einrichtungen:
- Buchhaltung und Zentrale Hausdienste
- Werkstätten
- Vorlesungsvorbereitung
- Chemikalienlager

#### Chemische Institute

##### Institut für Anorganische Chemie
- Direktor: Lars Wesemann
- Stellvertretender Direktor: Hans-Jürgen Meyer
  - Professoren
    - Reiner Anwander
    - Doris Kunz
    - Hans-Jürgen Meyer
    - Lars Wesemann
    - Andreas Schnepf
    - Michael Seitz
    - Peter Sirsch
- in den Abteilungen:

- - für Anorganische und Analytische Chemie (Wesemann)[5]
  - für Climate Change Research, nanostrukturierte Materialien, Organolanthanoid Chemie und metallbasierte Reagenzien in der organischen Synthese (Anwander)[6][7]
  - für Chemie der Hauptgruppenelemente (Kuhn)
  - Chemie der Nebengruppenelemente und Katalyse (Nagel)
  - Festkörperchemie und Theoretische Anorganische Chemie (Meyer)

##### Institut für Organische Chemie
- Direktor: Thomas Ziegler
- Stellvertretender Direktor: Martin E. Maier
- Geschäftsführer: Bernd Speiser
- Akademischer Direktor: Klaus-Peter Zeller
- Akademische Oberräte: Klaus Albert, Gregor Lemanski
  - Professoren
    - Holger Bettinger
    - Stephanie Grond
    - Martin E. Maier
    - Boris Nachtsheim
    - Thomas Ziegler
- in den Bereichen:

- - Organische Chemie I (Maier)
  - Organische Chemie II (Ziegler)

##### Institut für Physikalische Chemie
- Direktor: Alfred J. Meixner
- Stellvertretender Direktor: Thomas Chassé
- Geschäftsführender: Wolfgang Langer
  - Professoren
    - Thomas Chassé
    - Günter Gauglitz
    - Alfred J. Meixner
    - Udo Weimar
- in den Abteilungen:

- - Physikalische Chemie der kondensierten Materie (Chassé)
  - Physikalische Chemie Organischer und Bioorganischer Systeme (Meixner)
  - Theoretische Chemie (NN)
  - Analytische Chemie (Gauglitz)
  - Biophysikalische Chemie (NN)

#### Studiengänge

##### Bachelor/Master

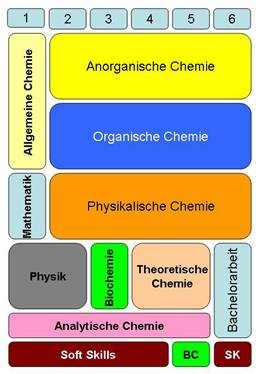
Tübinger Bachelor-Studiengang Chemie

Der neue Bachelor-Studiengang der Chemie wurde deutlich von den Erfahrungen mit dem modularisierten Diplomstudiengang beeinflusst.
Der Bachelorstudiengang Chemie der Universität Tübingen umfasst sechs Semester. Er vermittelt das Grundlagenwissen in den chemischen Teildisziplinen Anorganische, Organische, Physikalische und Theoretische Chemie sowie Grundkenntnisse in Analytischer Chemie, Biochemie, Mathematik und Physik.
Zusätzlich bietet der Studiengang nicht-naturwissenschaftliche Module an, in denen beispielsweise Fremdsprachen- und EDV-Fähigkeiten und Präsentationserfahrung erworben werden können.
Der Studiengang soll den Studierenden die fachlichen Kenntnisse, die Fähigkeiten und die Methoden vermitteln, die sie zu eigenständiger wissenschaftlicher Arbeit und zu kritischer Einordnung wissenschaftlicher Erkenntnisse befähigt.
Im ersten Semester werden in der Vorlesung Allgemeine und Anorganische Chemie und dem dazugehörigen Praktikum das Basiswissen in Chemie vermittelt. Dieses Basiswissen ist die Grundlage der Orientierungsprüfung am Ende des ersten Semesters.
Das Bachelor-Studium wird im sechsten Semester mit der Bachelor-Arbeit (B.Sc. Thesis) abgeschlossen. Die Bachelorarbeit kann in den drei Grundlagenfächern Anorganische, Organische und Physikalische und Theoretische Chemie angefertigt werden.
Es wird sich ein vier-semestriger Masterstudiengang anschließen.
Tübingen hat zwar das Studienjahr mit Beginn im Herbst, plant aber die Möglichkeit, bei bestimmten Voraussetzungen ohne Zeitverlust auch im Sommersemester beginnen zu können.

##### Lehramt
Für diesen Studiengang ist eine Modularisierung geplant.

##### Alter modularer Diplomstudiengang
Seit dem WS02/03 wurde der Diplomstudiengang Chemie-Diplom in einen modularen umgewandelt.
Er geht über das so genannte „Würzburger Modell“ noch ein Stückchen weiter. Innerhalb von 10 Semestern soll das Chemiediplom inklusive Diplomarbeit erreicht werden. Das Studium teilt sich auf in ein Basisstudium mit nachfolgendem Grundstudium und ein Schwerpunktstudium. Im Basis- und Grundstudium werden neben den drei Hauptfächern Anorganische, Organische und Physikalische Chemie noch die Nebenfächer Analytische Chemie, Biochemie und Theoretische Chemie angeboten, die im Hauptstudium als Wahlpflichtfächer gewählt werden können. Im Schwerpunktstudium gibt es dann die verschiedensten Wahlmöglichkeiten.
Als Wahlpflichtfächer im Grundstudium (bis einschließlich 6. Semester) gelten Analytische Chemie, Biochemie oder Theoretische Chemie. Danach kann eines der Wahlpflichtfächer gewählt als 4. Prüfungsfach werden:
- Analytische Chemie
- Biochemie
- Chemische Informatik
- Materialwissenschaften
- Medizinische Chemie
- Synthesechemie
- Theoretische Chemie

Es gibt aber auch die Möglichkeit eines dieser Fächer als erweitertes Schwerpunktfach statt eines der drei klassischen Hauptfächer zu wählen.
Außerdem kam es zu einer Neustrukturierung des Lehrangebotes für das
1. Semester, in dem alle drei Hauptfächer (AC, OC, PC) sowohl in Vorlesungen als auch in Seminaren bzw. Übungen, und auch in Praktika eingeführt werden.

#### Forschung
Die Chemie in Tübingen verbindet in erprobter Weise die langjährige Erfahrung in der Grundlagenforschung mit anwendungsbezogenen Forschungsproblemen. Einzelheiten sind auf der Homepage der Fakultät bei den Instituten zu finden sind. In der Chemie in Tübingen werden als Besonderheit folgende moderne Forschungsprobleme bearbeitet:
- Energiespeicherung, Energieumwandlung
- Katalyse
- Nanooptik
- Organische Leuchtdioden (OLED)
- Biosensoren und Chemosensoren

### Pharmazie

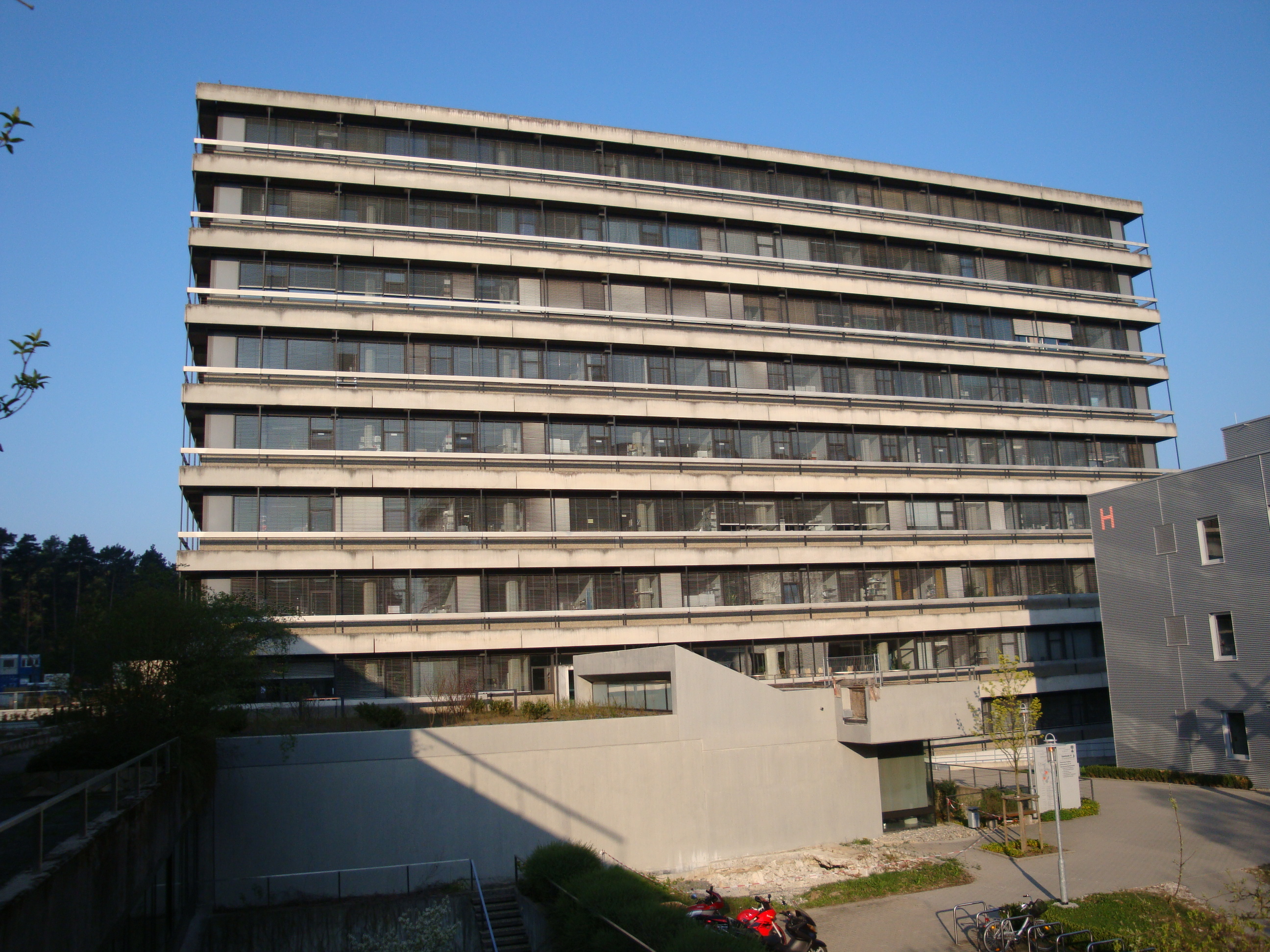
Gebäude B auf der Morgenstelle mit Pharmazeutischen Instituten

Die Pharmazie in Tübingen hat eine lange Tradition. In den letzten Jahren wird jährlich der Tag der Pharmazie abgehalten. Bei dieser Gelegenheit wird auch der Merckle-Promotionspreis vergeben.

#### Studium
Jeder der 3 Abschnitte der pharmazeutischen Ausbildung wird jeweils mit einer Staatsexamens-Prüfung abgeschlossen. Es gibt aber auch einen Diplomstudiengang. Einzelheiten mit Studiumsaufbau

#### Abteilungen / Forschungsgebiete
- Pharmakologie: Drews, Ruth
- Pharmazeutische Biologie: Heide
- Pharmazeutische Technologie: Daniels, Wahl
- Pharmazeutische Chemie – Bioanalytik: Lämmerhofer[11]
- Pharmazeutische/Medizinische Chemie: Laufer